# Надприродне (фільм, 2019)
Надприродне (англ. Stray) — американський фентезійний кримінальний бойовик 2019 року. Режисер Джо Сілл; сценаристи Джо Сілл і Джастін Діллард. Продюсери Джастін Діллард й Ерік Б. Флайшмен. Світова прем'єра відбулася 1 квітня 2019 року; прем'єра в Україні — 6 травня 2021 року.

## Зміст
Поліцейська детективка Стелла Мерфі працює в «забійному відділі». Коли вона повертається з відпустки, то приступає до розслідування дивного вбивства жінки. Обвуглене тіло було знайдено на покинутому складі, однак в околицях не виявлено ніяких ознак пожежі. Згодом з'ясовується, що жертва вела тихе життя — разом з дочкою-підлітком Норі і матір'ю.
Розмова із старенькою матір'ю не приносить бажаного результату, тому Стелла приймає рішення об'єднатися із осиротілою дівчиною — в спробі зібрати більше інформації. Ситуація ускладнюється, коли детективка дізнається, що Норі володіє надприродною силою.

## Знімались
- Карен Фукухара — Норі
- Крістін Вудс — Мерфі
- Міяві — Джін
- Росс Патрідж — Джейк
- Такайо Фішер — Саєко
- Джозеф Віпп — Девіс